# 에드 설리번
에드워드 빈센트 "에드" 설리번(Edward Vincent "Ed" Sullivan, 1901년 9월 28일 - 1974년 10월 13일)은 미국의 오락 작가겸 TV 사회자이다. 1950년대부터 1960년대에 걸쳐 인기의 정점으로 있던, 자신의 이름을 딴 쇼인 《에드 설리번 쇼》의 사회자로서 가장 잘 알려져 있다.